# Босния и Герцеговина на Сурдлимпийских играх
Босния и Герцеговина участвует в зимних Сурдлимпийских играх с Игр 2019 года, в летних Сурдлимпийских играх — до настоящего времени не участвовали. По состоянию на лето 2023 медалей на Играх ещё не выигрывали.
В период с 1949 по 1991 боснийские и герцеговинские спортсмены участвовали в Играх как часть команды Югославии.